# Подразделение 101
Подразделение 101 (ивр. יחידה 101‎ — Ехида 101) — израильский особый вооружённый отряд, созданный для нанесения ударов по базам арабских террористов, первое спецподразделение в израильской армии.

## История
Подразделение 101 было создано начальником Генерального штаба израильской армии М. Маклефом в августе 1953 года и существовало до января 1954 года, когда влилось в создаваемый отдельный 890-й десантный батальон. Возглавлял подразделение Ариэль Шарон, который впоследствии стал и первым командиром бригады.
Одним из ключевых условий создания и существования подразделения являлась необходимость отличаться и внешне не походить на бойцов ЦАХАЛа, поскольку главные союзники Израиля США и Великобритания полагали, что террористы, действующие со стороны Иордании и сектора Газа действуют независимо от правительств. Таким образом, бойцы подразделения не носили форму израильской армии и знаки различия.
Подразделение насчитывало около 40—50 бойцов, лично отобранных Шароном. Во время прохождения службы проводились особые учения по ночным вылазкам, совершенствовались навыки скрытного передвижения и нападения из самых неожиданных позиций.
Штаб-квартира подразделения располагалась в бывшей деревне Сатаф, откуда были изгнаны жители.

## Операции
За всё время существования Подразделение 101 провело целый ряд «операций возмездия». Результаты операции в Кибии, проведенной 14 октября 1953 года после теракта в Йехуде, стали поводом к расформированию подразделения.